# سعید و شورا
سعید و شورا «Kurt Seyit ve Şura» یک سریال تلویزیونی درام ترکیه است که بر اساس رمان نرمین بزمن با همین اسم ساخته شده است.
این سریال عشق کورت سعید امینف، یک سرباز ترک کریمه و شورا/الکساندرا جولیانوونا ورجنسکایا، دختر یک خانواده نجیب روسی را به تصویر می‌کشد.

## داستان
"کورت سعید" فرزند ارشد یک خانواده ترک کریمه است.
او که از کودکی پدرش را تحسین می‌کرده است، راه او را در نظام ادامه داده و هنگامی که زمان مناسبی فرا رسد باید با یک دختر ترک ازدواج کند.
"شورا"، جوانترین دختر یک خانواده نجیب روسی، از این که پدرش به یک بیماری مهلک دچار شده است، ناراحت است.
به همین دلیل به همراه خواهرش "والنتینا" پدرش را برای معالجه به پتروگراد(سن پترزبورگ) می‌برند.
وقتی به پتروگراد می‌رسند، مهمان دوست نظامی سابق کورت سعید، "پترو" و خانواده او می‌شوند.
پترو که به دلیل اشتباه در جنگ، این حرفه را ترک کرده است، سبب آشنایی کورت سعید و شورا می‌شود.
با این حال، پترو مخفیانه با کورت سعید دشمنی دارد.
کورت سعید و شورا در یک مهمانی برای اولین بار یکدیگر را می‌بینند و در نگاه اول عاشق می‌شوند.
بعد از این رویداد، یک ماجراجویی بزرگ در انتظار آنهاست.

## بازیگران
| بازیگر           | نقش                      |
| ---------------- | ------------------------ |
| کیوانچ تاتلیتوغ  | کورت سعید امینف          |
| فرح زینب عبدالله | شورا/الکساندرا ورجنسکایا |
| فحریه اوجن       | مورکا/مروت               |
| آصلی اورجان      | بارونس لولا              |
| اوشان چاکیر      | جلیل کمینوف              |
| الچین سانگو      | گزیده                    |
| دمت اوزدمیر      | آلیا                     |
| ملیسا آسلی پاموک | عایشه                    |
| سردار گوکهان     | میرزا محمد امینف         |
| زرین تکیندر      | امینه/نرمین بزمن         |
| Birkan Sokullu   | پترو بورینسکی            |
| Seda Güven       | والنتینا ورجنسکایا       |
| Şefika Tolun     | زاهده امینف              |
| Oral Özel        | محمود امینف              |
| Bariş Alpaykut   | عثمان امینف              |
| Tolga Savaci     | احمد یحیی                |